# Сьюдад-Виктория
Сьюдад-Виктория (исп. Ciudad Victoria) — город в Мексике, административный центр штата Тамаулипас и муниципалитета Виктория. Численность населения, по данным переписи 2010 года, составила 305 155 человек.
Город расположен в юго-западной части штата.

## История
Город был основан 6 октября 1750 года конкистадором Хосе де Эскандоном, графом де Сьерра Горда (José de Escandón y Helguera, conde de Sierra Gorda), который назвал его в честь Святой Марии (Villa de Santa María de Aguayo). Это произошло во время его второй кампании по умиротворению и колонизации мексиканской прибрежной полосы, которая тогда называлась Новый Сантандер (Nuevo Santander), сейчас — Тамаулипас. В испанское время это был тихий провинциальный посёлок, который был предназначен для наблюдения за индейцами ханамбрами (janambres) и писонами (pizones). В 1824 году посёлок Санта-Мария-де-Агуайо стал столицей образованного штата Тамаулипас. 20 апреля 1825 года Санта-Мария-де-Агуайо получил статус города и был назван в честь первого президента страны Гуадалупе Виктории (Guadalupe Victoria) — Сьюдад Виктория, что с испанского переводится как «Город Виктории».
К концу XIX и началу XX веков город начал претерпевать ряд изменений и модернизаций. В 1890 году появилась железная дорога, связавшая Сьюдад-Викторию с Тампико и Монтереем. В начале XX века был завершён ещё ряд основных магистралей. В 1896 году выдающаяся учительница Э. Кастаньеда Нуньес (Estefanía Castañeda Núñez de Cáceres) открыла в Виктории первый детский сад — первый в стране и во всей Латинской Америке. В 1898 президент П. Диас (Porfirio Díaz) профинансировал строительство первой конки — прообраза трамвая. В 1901 были проведены телеграф и электрическое освещение. В 1923 были проведены водопровод и канализация, заменившие колодцы и канавы. В 1941 году начал свою работу аэропорт «Petaqueño». 1 июля 2010 сильный ураган пронёсся над городом, нанеся немалый ущерб.

## Экономика
Сьюдад Виктория является важным промышленным и деловым центром, в котором расположено множество мексиканских компаний. Имеются предприятия пищевой, текстильной, электронной промышленности. В городе имеются многочисленные учреждения культуры, образования.
Город обслуживает международный аэропорт Генерал Педро Хосе Мендес.